# Эгли, Доминик
Доминик Эгли (нем. Dominik Egli; род. 20 августа 1998, Фрауэнфельд) — швейцарский хоккеист, защитник клуба «Давос». Игрок сборной Швейцарии по хоккею с шайбой.

## Карьера
Эгли начал свою профессиональную карьеру в сезоне 2016/2017 годов в «Клотене» из Национальной лиги Швейцарии. Первые два сезона регулярно отправлялся в аренду в «Винтертур» клуб из второй по значимости Швейцарской лиги. С «Клотеном» Эгли выиграл Кубок Швейцарии в 2017 году. В сезоне 2017/2018 годов забил свои первые три гола в Национальной лиги за «Клотен». В конце сезона «Клотен» вылетел во второй дивизион, а Эгли подписал контракт с ХК «Биль» на сезон 2018/2019 годов, где и провёл большую часть времени, но всё же ненадолго отправлялся в аренду в свой бывший клуб «Клотен».
В сезоне 2019/2020 годов Эгли подписал контракт с «Рапперсвиль-Йона Лейкерс» из Национальной лиги, где провёл достойный сезон, забив семь голов и отдав 29 результативных передач, что стало рекордом для защитника в лиге. По итогам сезона был признан самым прогрессирующим игроком по версии СМИ и вошёл в состав сборной звёзд Швейцарии. В сезоне 2021/2022 годов Эгли подписал контракт с ХК «Давос», с которым выиграл Кубок Шпенглера 2023.

## Карьера в сборной
В составе молодёжной сборной Швейцарии Эгли принимал участие в молодёжном чемпионате мира 2018 года, сыграв в 5 играх.
В 2022 году был включён в состав Швейцарии для участия в чемпионате мира. Доминик на турнире сыграл 8 игр и забил одну шайбу.
В 2025 году Эгли был включен в состав первой сборной для участия в чемпионате мира, который проходил в Швеции и Дании.